# Гьобен (линеен крайцер, 1911)
„Гьобен“ (на немски: SMS Goeben) е линеен крайцер на Германския императорски военноморски флот от Първата световна война. Вторият кораб в серията линейни крайцери „Молтке“. Влиза в строй на 2 юли 1912 г. На 16 август 1914 г. е предаден на Османската империя. В периода 1914 – 1917 г. води операции в Черно море против руския Черноморски флот и Кавказската армия.
От ноември 1918 г. е в състава на турския флот с името „Султан Селим Грозни“ (на турски: Yavuz Sultan Selim) или просто Yavuz. До 1950 г. е флагман на военноморския флот на Турция. През 1973 г. е разрязан за метал (последен от корабите на германския имперски флот), след като Германия се отказва да го откупи и превърне в кораб музей.
Счита се, че „Гьобен“ („Явуз Султан Селим“) остава на активна служба повече, отколкото който и да е друг кораб от дреднаутния тип в света.

## Строителство
Линеен крайцер от типа „Молтке“. Заложен на 12 август или 28 август 1909 г., спуснат на вода на 28 март 1911 г., предварително влиза в състава на флота на 2 юли 1912 г. Стойността на построяването съставя 41 564 000 златни марки или 20 728 000 златни рубли. Строителството се води в корабостроителницата на „Блом унд Фос“ („Blohm und Voss“) в Хамбург.
Кръстен е в чест на Август Карл фон Гьобен, пруски генерал от времето на франко-пруската война 1870 – 1871.

## Първа световна война
До войната крайцерът е флагман на Средиземноморската група на Императорските военноморски сили (командващ – адмирал Вилхелм Сушон).

### 1914
Към началото на Първата световна война, в лятото на 1914 г., Средиземноморската група (ескадра) в състав линейния крайцер „Гьобен“ и лекия крайцер „Бреслау“ се намира близо до крайбрежието на Африка. В Средиземно море има значителни сили на френския флот, затова след обявяването на войната е решено да се преведе групата в Константинопол, към бреговете на Османската империя, подписала секретен договор за съюз с Германия, но заявяваща своя неутралитет в започналата война. Освен френския флот, в Средиземно море се намира и група британски линейни крайцери, обаче „Гьобен“ и „Бреслау“ успяват да се изплъзнат на съюзниците и благополучно да достигнат до целта: на 10 август (28 юли) 1914 г. немските крайцери достигат пролива Дарданели.
Османската империя, заявявайки своя неутралитет, според съществуващите международни договори няма право да пуска кораби на воюващите страни в проливите. Обаче Германия успява да склони на своя страна военния министър на Турция Енвер паша, и разрешението е дадено. За да се преодолеят юридическите трудности, немските крайцери са формално включени в състава на турския флот с имената Yavuz Sultan Selim и Midilli, при това екипажите си остават немски. На 16 август (3 август) крайцерите достигат Константинопол. На 23 септември (10 септември) контраадмирал Сушон е назначен за главнокомандващ турския флот. На 24 октомври (11 октомври) военният министър Енвер паша дава на Сушон заповед за начало на бойни действия против руския флот.
- На 29 октомври (16 октомври) „Гьобен“ достига Севастопол и го обстрелва. Бреговите батареи откриват ответен огън. 254-мм снаряд попада в района на кърмовия комин, но не се взривява. При оттеглянето си, „Гьобен“ среща и обстрелва руския минен заградител „Прут“ (за да избегне пленяването, командирът, капитан 2-ри ранг Биков, Г. А., заповядва да се потопи корабът, отваряйки кингстоните, а на екипажа да се качи на лодките,[3]) след което дава залп от 150-мм оръдия по есминеца „Лейтенант Пущин“, пристигнал на помощ на потъващия „Прут“[2]. След тези събития Русия обявява война на Турция[„Коментари“ 4]

- На 18 ноември (5 ноември) „Гьобен“ и „Бреслау“ отново са до бреговете на Крим и при нос Сарич внезапно се срещат с главните сили на Черноморския флот, начело с броненосеца „Евстафий“. Поради мъгла противниците се забелязват едни други на разстояние под 5 мили. В последващата престрелка „Гьобен“ получава няколко попадения от тежки снаряди, обаче благодарение на преимуществото си по скорост, немските крайцери успяват да се откъснат от руската ескадра и да се оттеглят (виж битка при нос Сарич).
- На 10 декември (27 ноември) прикрива транспорти с войски и обстрелва Батуми.
- На 26 декември (13 декември) навлиза в минно поле, поставено от руски кораби близо до входа на Босфора. Първата мина се взривява по десния борд близо до носовата рубка. В корпуса се образува пробойна с площ около 50 квадратни метра, обаче вътрешната бронирана преграда (torpedo bulkhead) издържа на удара. След няколко минути се взривява втора мина – този път по левия борд пред каземата; площта на пробойната в корпуса съставя над 60 квадратни метра, обаче вътрешната броня издържа и този път. Корабът приема до 600 тона вода, но успява да достигне до базата. За ремонта му са извикани работници от Германия и са съоръжени гигантски кесони с тегло 160 тона.[2]

### 1915
- На 3 април „Гьобен“ и „Бреслау“ излизат в Черно море, за се срещнат с турските бронепалубни крайцери „Хамидие“ и „Меджидие“, изпратени за бомбардировка над Николаев. „Меджидие“ се натъква на мина и потъва, затова бомбардировката на Николаев е отменена, а германските кораби се насочват към Севастопол. Присъствието на противника е засечено от руски хидроплан и в морето излиза ескадра на Черноморския флот: шест броненосеца в съпровождане на два крайцера и пет есминеца. В същото време немските крайцери потопяват два товарни парахода и очакват руската ескадра, за да прикрият изтеглянето на „Хамидие“ към Босфора. Когато руският флот се приближава на разстояние 10 мили, „Бреслау“ поставя димна завеса, под прикритието на която германските крайцери започват да се оттеглят. Руските линкори развиват максимален ход и откриват огън, но в настъпващия здрач нямат успех. Немските крайцери получават по радиото съобщение, че „Хамидие“ благополучно се е върнал в базата, и започват отхода, неподозирайки, че в тъмнината към тях са се приближили руските есминци. Невнимателните преговори по радиото издават руските моряци и „Бреслау“, осветявайки есминците с прожектори, открива огън от дистанция 200 м. Немските моряци смятат, че са потопили два есминеца, но руските кораби отстъпват без загуби. „Гьобен“ и „Бреслау“ отново се оттеглят в Босфора.

До края на годината операциите на „Гьобен“ са ограничени поради недостатъчно въглища; крайцерът излиза в морето само два пъти: 9 – 11 август и 5 – 6 септември.

### 1916
- На 8 януари, по време на поредното излизане, се среща с новия руски линкор „Императрица Екатерина Велика“. Петте залпа на „Гьобен“, изстреляни от максимална дистанция, лягат с недолети. Крайцерът започва да се оттегля, постепенно увеличавайки дистанцията[„Коментари“ 5]. Руският линкор развива максимална скорост и продължава преследването още 30 минути, водейки огън от 305-мм оръдия: последните залпове са направени от дистанция 22,5 км.[4] „Гьобен“ получава само осколъчни попадения и влиза в Босфора.[2]
- На 4 – 6 февруари прикрива транспорти с войски.
- На 4 юли обстрелва Туапсе.

В края на 1916 г. на „Гьобен“ са поставени прибори за централна наводка за главния и средния калибри. Ъглите на възвишение на оръдията са увеличени до 22,5°, което дава на крайцера възможност да води бой с новите руски линкори на дистанции до 23 км. Едновременно са демонтирани последните четири 88-мм оръдия, оставащи на борда.

### 1917
Появата на руските дреднаути коренно променя обстановката на Кавказско-черноморския театър на военните действия. Благодарение на достигнатото качествено превъзходство, Черноморският флот успява да блокира доставката на въглища от района на Зонгулдак за Константинопол, в резултат на което през 1917 г. „Гьобен“ нито веднъж не излиза в морето.

### 1918
След Октомврийската революция в Петроград и в резултат на настъпилата след това анархия, руският флот губи боеспособност и военните действия на Черно море са прекратени; базата на флота в Севастопол според Бресткия договор попада под контрола на Германия.
След завършването на Дарданелската операция Англия поддържа специална флотилия в Егейско море в случай на излизането на „Гьобен“.
- На 10 януари „Гьобен“ и „Бреслау“ излизат от Дарданелите и се сблъскват с английските сили при остров Имброс. В този момент линкорите в английската флотилия (HMS Agamemnon и HMS Lord Nelson) се намират на друго място, и английските разрушители и монитори стават лесна плячка: потопени са мониторите M28 и HMS Raglan. Обаче скоро след боя немските крайцери се натъкват на минно поле – „Бреслау“ потъва мигновено, „Гьобен“ също се сблъсква с три мини, но остава на вода. Скоро крайцерът е атакуван от ескадрила от около десет английски и гръцки самолета от ескадрилата на гръцката морска авиация в състава на II британско крило на Кралските морски въздушни сили (RNAS – Royal Naval Air Service) и, опитвайки се да избяга от въздушната атака, ляга на плитчина в района на Нагара.

В хода на въздушните битки над кораба гръцкият ас Аристидис Морайтинис на изтребител Sopwith Camel 1F.1 сваля три немски самолета, опитващи се да прехванат бомбардировачите на съюзниците, в същото време гръцкият Sopwith 1½ Strutter на лейтенант Спиридон Хамбрас е свален от немския ас Емил Мейнеке (Emil Meinecke).
- На 26 януари корабът е свален от плитчината и е отбуксиран в Истанбул. След ремонт отново се връща в строй.[„Коментари“ 6]

- На 30 март „Гьобен“ съпровожда турската комисия по разоръжаване в Одеса след подписването на Брест-Литовския договор.
- През май преминава ремонт в Севастопол, където за разлика от Константинопол има сух док с подходящ размер. Със силите на местните работници са отстранени течовете и е проведено почистване на корпуса.
- На 28 юни „Гьобен“, с група разрушители, се насочва за Новоросийск за интерниране на остатъците от руския военен флот, но към момента на пристигане на групата на място корабите вече са потопени. Оставяйки разрушителите в Новоросийск, „Гьобен“ се връща в Севастопол, където е почистено дъното.
- 7 август – 19 октомври: с връщането си в Константинопол преминава ремонт за отстраняване на повредите, нанесени от взривовете на мините през януари. Няма повече участия във военни действия.
- На 2 ноември Германия предава крайцера в собственост на турското правителство.[7]

## След войната
Условията на Севърския мирен договор между Османската империя и съюзниците (1920 г.) предвиждат предаването на крайцера на Англия в качеството на военна репарация. Обаче след войната за независимост на Турция, договорът е разтрогнат. Според Лозанския мирен договор (1923 г.) по-голямата част от флота остава в разпореждането на турското правителство. В числото на оставените на Турция кораби влиза и „Гьобен“ („Явуз“).
През Втората световна война корабът нема никакви действия: преминава модернизация, дооборудване и ремонт. След 1948 г. корабът се намира или в гр. Измит, или в Гелчюк. Отписан е от действителна служба на 20 декември 1950 г. и е изключен от Военноморския регистр на 14 ноември 1954 г. Когато Турция влиза в НАТО, през 1952 г., корабът получава бордов номер B70. Турското правителство предлага да продаде кораба на западногерманското правителство, през 1963 г., като музеен кораб, но предложението е отклонено. Турция продава кораба на M.K.E. Seyman през 1971 г. за скрап. „Гьобен“ („Явуз“) е отбуксиран за разкомплектоване на 7 юни 1973 г., и работите по пълното му утилизиране са завършени през февруари 1976 г. Към това време, той е последният дреднаут, който съществува извън пределите на САЩ.

## Стратегическо значение
Появата на „Гьобен“ и „Бреслау“ в Черно море ускорява влизането на Турция във войната на страната на Централните държави. Макар военните действия на Турция да имат някакво самостоятелно значение, най-голямото влияние върху хода на войната оказват загубата на южния маршрут за снабдяване на руската армия, а също прекратяването на експорта на руско зърно – основен източник на валута за руската хазна. Заедно с германската блокада на Балтийско море това отрязва Русия от Европа; останалите пътища за снабдяване през Архангелск и Владивосток са прекалено дълги и ненадеждни. Всичко това води до видимо отслабване на военната мощ на руската армия, изпитваща постоянен недостатък при материалното снабдяване.

### Кавказкия фронт
Действията на „Гьобен“ оказват голямо влияние върху операциите на Кавказкия фронт. До 1914 г. руските линкори доминират в Черно море и руската армия планира десант в Босфора. Появата на „Гьобен“ из основи изменя ситуацията: всички действия при турските брегове вече изискват присъствието на цялата броненосна бригада на ЧФ, тъй като по-малки сили могат да бъдат унищожени от „Гьобен“. Влиянието на „Гьобен“ е неутрализирано едва в началото на 1916 г. с влизането в строй на руските линкори „Императрица Мария“ и „Императрица Екатерина Велика“. Неутрализирането на „Гьобен“ коренно променя съотношението на силите на Кавказко-черноморския театър в полза на Русия.

## Коментари
1. ↑  Акронимът „SMS“ – е от на немски: Seiner Majestat Schiff – Кораб на Негово Величество.
2. ↑  Разминаване според източниците.
3. ↑  От древността този залив служи за пристанище на съдовете, влизащи в Босфора от страната на Черно море, и е известен с имената Леостенион, Ластенес и Состенион. Във византийските времена названието се трансформира в Стения, оттам и турското название — Истиние.
4. ↑  Посланикът на САЩ в Константинопол Хенри Моргентау (старши) по-късно казва, че правителството на Турция като цяло е против войната с Русия, закономерно опасявайки се от поражение. Турският министър на ВМФ Джемал паша не дава санкцията си за атаката над руските портове и е поставен пред свършен факт от германските действия. Англия и Франция също са против влизането на Турция във войната на страната на Германия. По молба на турците Моргентау се обръща към руския посланик Михаил Гирс с предложение да се уредят нещата с мир. Гирс отговаря, че това е възможно само в случай, че Турция уволни всички германски офицери от армията и флота си. Скоро Русия, без консултация със съюзниците си, обявява война на Османската империя (Моргентау, Генри. Трагедия армянского народа: история посла Моргентау.   М., Центрполиграф, 2009, 318 с. ISBN 978-5-9524-4091-3.).
5. ↑  На изпитанията „Гьобен“ показва максимална скорост над 28 възела. Обаче поради разбиването на гребните валове успява да развие скорост само от 23 възела; максималната скорост на линкорите от типа „Императрица Мария“ съставлява 21 възела.
6. ↑  Пълното отстраняване на повредите получени в минното поле става по-късно: от 7 август до 19 октомври 1918 г.
7. ↑  Към момента на начало на войната 50% от руския експорт, в т.ч. 90% от експорта на зърно, се осъществява през турските проливи (Роган, стр. 62).
8. ↑  Лидъл Харт привежда мнението на генерал Макс Хофман, началник на щаба на Източния фронт: „През есента на 1915 г. Хофман решително и убедено заявява, че успехът на германските действия против Русия изцяло зависят от възможността „твърдо да се преградят Дарданелите“, защото „ако руснаците видят, че пътищата за експорт на хляб и вносът на военни материали са закрити, страната ще бъде постепенно обхваната от паралич“.“ („Правда о Первой мировой“, стр. 129)
9. ↑  През януари 1916 започва общо настъпление на руската армия на кавказкия фронт: на 3 февруари е превзет Ерзурум (виж Ерзурумска операция). Пролетта на 1916 г. руските войски провеждат успешни десантни операции на крайбрежието на Анатолия: в Ризе (март 1916) и Трабзон (април), (виж Трапезундска операция). Към август 1916 г. източната част на Анатолия (Западна Армения) е напълно заета от руската армия.

### На руски
- Кооп Г. На линейном крейсере „Гёбен“. – СПб.: АНТ-Принт, 2002.
- Козлов Д. Ю. „Странная война“ на Чёрном море (август-октябрь 1914 года). – М.: Квадрига, 2009. – 223 с., илл. – ISBN 978-5-904162-07-8
- Лиддел Гарт Б. 1914. Правда о Первой мировой. – М.: Эксмо, 2009 [1930]. – 480 с. – (Перелом истории). – 4300 экз. – ISBN 978-5-699-36036-9
- Юджин Роган. Падение Османской империи. Первая мировая война на Ближнем Востоке, 1914 – 1920 гг.   М., Альпина Нон-фикшн, 2017, 560 с. ISBN 978-5-91671-762-4.
- Грибовский В. Ю. Черноморский флот в боях с „Гебеном“. // Гангут. – 1996. — № 10. – С.27 – 28.

### На английски
- Halpern, Paul G. A Naval History of World War I.   Annapolis, Naval Institute Press, 1995. ISBN 978-1-55750-352-7.
- Herwig, Holger. Luxury Fleet: The Imperial German Navy 1888 – 1918.   Amherst, New York, Humanity Books, 1998, [1980]. ISBN 978-1-57392-286-9. OCLC 57239454.
- Hough, Richard. Dreadnought: A History of the Modern Battleship.   Cornwall, UK, Penzance, 2003. ISBN 978-1-904381-11-2.
- Langensiepen, Bernd, Güleryüz, Ahmet. The Ottoman Steam Navy 1828 – 1923.   London, Conway Maritime Press, 1995. ISBN 978-0-85177-610-1.
- Nekrasov, George. North of Gallipoli: The Black Sea Fleet at War 1914 – 1917. Т. CCCXLIII.   Boulder, Colorado, East European Monographs, 1992. ISBN 978-0-88033-240-8.

- Staff, Gary. German Battlecruisers: 1914 – 1918.   Oxford, Osprey Books, 2006. ISBN 978-1-84603-009-3.
- Robert Gardiner, Randal Gray. Conway's All the World's Fighting Ships: 1906 – 1921.   Annapolis, Naval Institute Press, 1985. ISBN 978-0-87021-907-8.
- Robert K. Massie „Castles of Steel: Britain, Germany, and the Winning of the Great War at Sea“, Random House, October 28, 2003; ISBN 978-0-679-45671-1